# Michael Johnson (fotbollsspelare)
Michael Johnson, född 24 februari 1988 i Urmston, Manchester, är en engelsk före detta professionell fotbollsspelare som spelade för Manchester City. Han har gjort flera framträdanden för Englands U19- och U21-landslag.
Johnson skrev på för Manchester City år 2004. Den 21 oktober 2006 gjorde han sin debut i Premier League i en förlustmatch mot Wigan Athletic på JJB Stadium. Han gjorde sitt första mål för City i en 1-0-vinst över Derby County den 15 augusti 2007 på City of Manchester Stadium.
Efter ett flertal år med skador och personliga problem släpptes Johnson från sitt kontrakt med Manchester City i december 2012 och avslutade karriären.